# El demonio de las armas
El demonio de las armas, cuyo título original en inglés es Gun Crazy y también titulada Deadly Is the Female es una película estadounidense de 1950, perteneciente al género del cine negro, que fue dirigida por Joseph H. Lewis y producida por Frank King y Maurice King. Sus protagonistas son Peggy Cummins y John Dall.
El guion fue realizado por Dalton Trumbo, aunque debido a su inclusión en la lista negra del macarthismo, fue firmado por Millard Kaufman y por MacKinlay Kantor. El guion se basa en una narración de Kantor publicada en 1940 en la revista The Saturday Evening Post. Esta película fue seleccionada en 1998 para su preservación en el National Film Registry (Registro Nacional de Cine) de Estados Unidos como "cultural, histórica o estéticamente significativa".

## Argumento
La película cuenta la historia de una pareja de amantes obsesionados por las armas que se ven arrastrados al mundo del crimen, y que terminarán entre los delincuentes más buscados de Estados Unidos.